# 빌헬름 아담 (1877년)

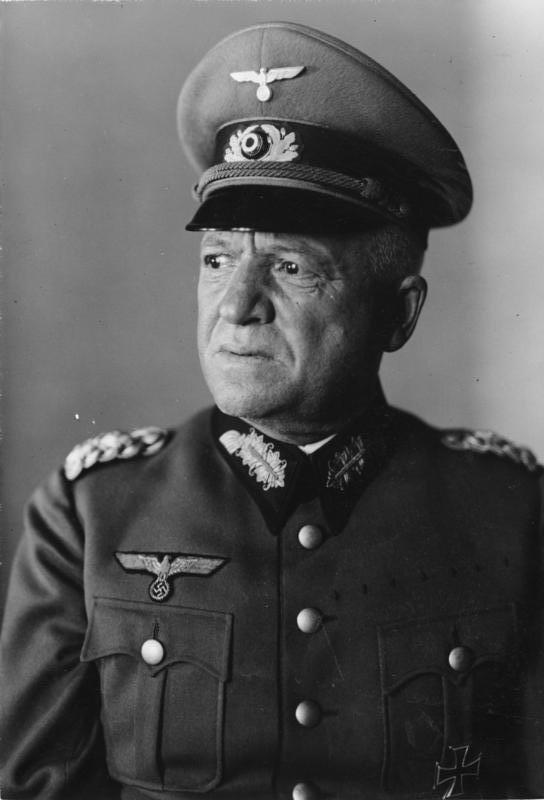
빌헬름 아담

빌헬름 아담(Wilhelm Adam, 1877년 9월 15일 - 1949년 4월 8일)은 아돌프 히틀러 이전 독일 제국군의 참모본부에서 근무한 군인이었다.
빌헬름 아담은 1877년 9월 15일에 안스바흐에서 태어나 1897년에 독일군에 입대하여 바이에른 왕국의 전보 및 통신 담당 부서에서 군 경력을 시작했다. 1907년 바이에른 전쟁학교에 입학했다. 제1차 세계 대전 동안에는 바이에른 공병대의 중대 지휘관으로 참전했으나 짧은 기간에 그쳤다. 1914년 말, 그는 육군 최고 지휘 참모부의 참모장교가 되었다. 그러나 전쟁 말기에는 다시 바이에른 공병대의 지휘관이 되었다. 전쟁 후, 제국군(Reichswehr)에서 바이에른 국방부의 연락장교로 시작하여 여러 지위를 거쳤으며, 바이에른 20 보병연대의 대대장이 되었다.
히틀러가 권력을 장악하자, 빌헬름 아담은 7 군관구 및 보병사단을 동시에 지휘하였다. 1938년 12월 31일에 퇴역했으나, 1939년 8월 26일에 재소집되었다. 1943년에 다시 은퇴한 그는 1949년 4월 8일, 가르미슈-파르텐키르헨(Garmisch-Partenkirchen)에서 사망했다.
| 전임 쿠르트 폰 하머슈타인에쿠오르트 | 제7대 독일국 병무청장 1930년 10월 31일 – 1933년 9월 30일 | 후임 루트비히 베크 |